# Holmtjärnen (Lycksele socken, Lappland, 721568-160761)
Holmtjärnen är en sjö i Lycksele kommun i Lappland och ingår i Umeälvens huvudavrinningsområde.